# Boston Breakers
El Boston Breakers fue un club de fútbol femenino estadounidense con sede en Boston, en el estado de Massachusetts. Fue fundado en 2007. Jugó como local en el estadio Jordan Field, con una capacidad de 4.000 espectadores.

## Historia

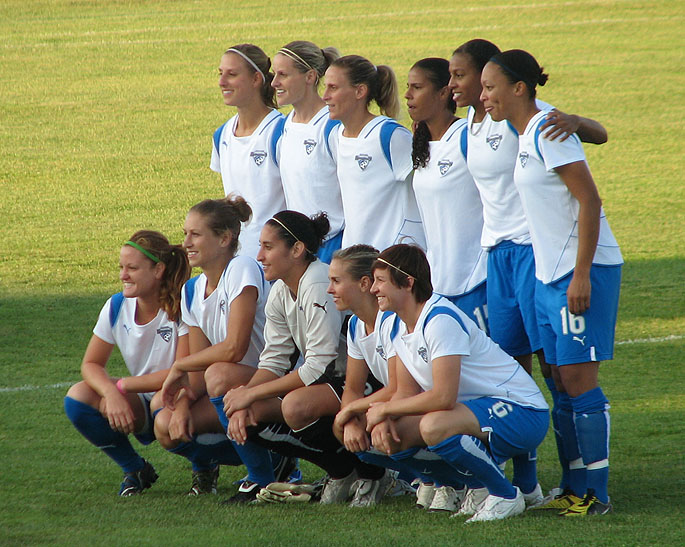
Alineación del Boston Breakers en 2009, su primera temporada en la WPS

El club fue creado tras la fundación de la WUSA. En 2003 se clasificó por primera vez para los play-offs, donde cayó en semifinales. Tras esa temporada la WUSA quebró, y el club desapareció. 
En 2007 fue refundado ccmo el actual club tras la creación de una nueva liga profesional, la WPS. En la WPS llegó a los play-offs en 2010 y 2011, y en el primero fue semifinalista.
Tras la temporada 2011 la WPS quebró también, y las Breakers se inscribieron en la WPSL Elite. En 2013 pasaron a la NWSL
, sucesor de la WPS. Luego de 5 temporadas irregulares en la categoría, el club desapareció.

## Temporadas
| Liga                              | Temporada | Posición | Eliminatorias | Posisión         |
| --------------------------------- | --------- | -------- | ------------- | ---------------- |
| Women's United Soccer Association | 2001      | 6.º      | NO            | -                |
| Women's United Soccer Association | 2002      | 6.º      | NO            | -                |
| Women's United Soccer Association | 2003      | 1.º      | SI            | Semifinales      |
| Women's Professional Soccer       | 2009      | 5.º      | NO            | -                |
| Women's Professional Soccer       | 2010      | 2.º      | SI            | Semifinales      |
| Women's Professional Soccer       | 2011      | 4.º      | SI            | Cuartos de final |
| National Women's Soccer League    | 2013      | 5.º      | NO            | -                |
| National Women's Soccer League    | 2014      | 8.º      | NO            | -                |
| National Women's Soccer League    | 2015      | 9.º      | NO            | -                |
| National Women's Soccer League    | 2016      | 10.º     | NO            | -                |

## Jugadoras

### Jugadoras Destacadas
| - Amy Rodriguez - Heather O'Reilly - Kelley O'Hara - Kristie Mewis - Lauren Holiday - Sydney Leroux - Rose Lavelle - Kyah Simon | - Lisa De Vanna - Fabiana - Candace Chapman - Kaylyn Kyle - Laura del Río - Ghoutia Karchouni - Kelly Smith |